# داچیا لاستون
داچیا لاستون (رومانیایی: Dacia Lăstun؛ تلفظ رومانیایی: [ləsˈtun]) خودرویی است که در توسط تکنومتال در سال‌های ۱۹۸۸ تا ۱۹۹۱، در تیمیشوارا و با برند داچیا تولید شده‌است. واژهٔ «لاستون» در زبان رومانیایی به معنای چلچله دمگاه‌سفید، پرنده‌ای کوچک در خانوادهٔ پرستو است.
این خودرو در کلاس خودرو شهری قرار گرفته و طراحی آن موتور جلو-محور جلو بوده است. سیستم جعبه‌دندهٔ آن ۳ دنده به صورت دستی است.